# Красный пуловер
«Красный пуловер» — документальная книга, криминальное исследование Жиля Перро, опубликованное в 1978 году. В ней автор проводит собственное расследование по делу Кристиана Рануччи, обвинённого в похищении и убийстве маленькой девочки Мари Долорес Рамбла. Год спустя книга была экранизирована. Книга вызвала резонанс, было продано более 1 миллиона экземпляров. 

## Синопсис
Книга разделена на несколько частей:
1. Преступление;
2. Расследование;
3. Суд;
4. Казнь;

Днём 3 июня 1974 года 8-летняя Мари-Долорес Рамбла пропала без вести во время игры во дворе жилого комплекса, где жила их семья. Днём 5 июня её тело было найдено под колючим кустарником. Она была исколота ножом, изнасилования не было. Вечером того же дня 20-летний Кристиан Рануччи был арестован. Ему предъявили обвинение в убийстве Рамбла. Против Рануччи были определённые улики, сам он путался в показаниях.
Расследование и суд над Рануччи проходили в очень необъективных условиях. Уже на следующий день после ареста городские газеты назвали его убийцей. Рануччи был признан виновным в убийстве и казнён в 04:13 в тюрьме Бомет. До самой смерти он повторял, что невиновен.
Кроме расследования, Перро описывает последствия суда, жизнь и повседневную жизнь родственников казнённого, его адвокатов, а также родителей убитой девочки, уже после казни. Автор довольно эмоционально описывает ситуацию, часто использует художественное обрамление. Жиль Перро чётко излагает свою позицию, выстраивая версию о невиновности Рануччи. Он критикует полицию и другие органы правопорядка, обвиняя их в халатности и подлоге.

## Критика
Мишель Фуко прочитав книгу Жиля Перро, заявил о своей уверенности в невиновности Рануччи. Он опубликовал статью, где критиковал следствие над Кристианом.
В 2005 году командир уголовной полиции в отставке Жерар Буладу опубликовал ответную книгу: «L’Affaire du pull-over rouge, Ranucci coupable ! : Un pull-over rouge cousu… de fil blanc» («Дело о красном свитере, Рануччи виновен! Красный пуловер, сшитый из белой нити», книга на русский язык не переведена), прямо противоположную версии, разработанной Жилем Перро. В 2006 году в своей второй книге "«Autopsie d’une imposture. L’affaire Ranucci: toute la vérité sur le pull-over rouge», Буладу доказывает виновность Рануччи, и критикует Перро, называя «Красный пуловер» откровенной манипуляцией.